# Pedro Juan Moreno Villa
Pedro Juan Moreno Villa (* 1943 in Medellín; † 24. Februar 2006 in Mutatá) war ein kolumbianischer Politiker, Ingenieur und Unternehmer.

## Biografie
Moreno schloss sein Studium als Maschinenbauingenieur an der Universidad Pontificia Bolivariana ab. 1986 wurde er zum Stadtrat in Medellín und später zum Abgeordneten gewählt.
1990 wurde Moreno als Abgeordneter für das Departamento Antioquia in die Abgeordnetenkammer gewählt. 1995 übernahm Álvaro Uribe das Amt des Gouverneurs von Antioquia und ernannte Moreno zu seinem Regierungssekretär. In dieser Position unterstützten Uribe und Moreno die Gründung und Förderung der CONVIVIR, die während der Regierung von César Gaviria ins Leben gerufen wurden.
Moreno war Präsident der "Federación de Ganaderos de Antioquia" (FEDEGAN) und leitete 20 Jahre lang den Vorstand der Banco Ganadero. Moreno war kein Viehzüchter, aber sein Vater hatte eine Vorliebe für die Zucht von Rennpferden.

### Letzte Jahre
Moreno war einer der Hauptbefürworter der ersten Wahl von Álvaro Uribe zum Präsidenten, distanzierte sich jedoch später von ihm aufgrund von Differenzen mit anderen Personen in dessen Umfeld. Er kritisierte auch, dass der Präsident 2006 eine Wiederwahl anstrebte, obwohl er sich während des Wahlkampfs dagegen ausgesprochen hatte. In dieser Zeit führte er zudem mehrere Kontroversen mit Journalisten wie Daniel Coronell, Mauricio Vargas und Roberto Posada García-Peña die er strafrechtlich anzeigte, weil sie in ihren Meinungsartikeln Behauptungen über ihn aufstellten.
Er leitete und finanzierte die Zeitschrift "La Otra Verdad ", in der er mit einem journalistischen Team Korruptionsvorwürfe erhob, die ihn mit mächtigen Beratern der Regierung Uribe in Konflikt brachten, wie etwa José Roberto Arango, der aufgrund von in der Zeitschrift erhobenen Vorwürfen zurücktreten musste. Diese bezogen sich auf einen Vertrag eines Unternehmens seiner Familie zur Herstellung von Handtüchern für die Streitkräfte. In diesem Zusammenhang musste auch der stellvertretende Generalstaatsanwalt des Landes zurücktreten. Ebenso kritisierte er den Berater  Fabio Echeverri Correa, den Moreno als schädlich für die Regierung bezeichnete und dessen Ethik er in Frage stellte. Der Zeitschrift werden auch Enthüllungen zugeschrieben, die zum Rücktritt des Generalsekretärs der Präsidentschaft, Alberto Velásquez, im Zusammenhang mit dem Kauf des Präsidialflugzeugs führten, sowie zum Rücktritt von Alicia Naranjo, der Leiterin des Invías, wegen eines Interessenkonflikts, und des Direktors des Rotationsfonds der Polizei, des pensionierten Generals Ismael Trujillo Polanco, nach der Veröffentlichung eines Fotos, das ihn zusammen mit dem Drogenhändler Elías Cobo zeigt.

### Tod
Moreno starb am 24. Februar 2006 bei einem scheinbaren Flugzeugunfall in der Region Urabá, während er Wahlkampf führte, um für die Konservative Partei in den Senat der Republik einzuziehen. Bei dem Unfall kamen auch sein Sohn Juan Gilberto, Ana María Palacio, eine Führerin der konservativen Jugend, und der Pilot Jaime Taborda ums Leben.
Im November 2008 erklärte der ehemalige Paramilitärchef  Salvatore Mancuso der von der Regierung in die USA ausgeliefert worden war, in einer virtuellen Anhörung im Rahmen eines Verfahrens gegen ihn in Kolumbien, dass der verstorbene Moreno, als er Regierungssekretär von Antioquia war, von Carlos Castaño Gil über das Massaker von El Aro erfahren habe.
Am 2. Juni 2010 wurde während einer öffentlichen Anhörung gegen General a. D. Rito Alejo del Río der wegen mutmaßlicher Verbindungen zu den Paramilitärs angeklagt war, bestritten, dass der Tod von Pedro Juan Moreno (23. Februar 2006), Regierungssekretär von Antioquia während der Amtszeit von Álvaro Uribe Vélez, auf einen Unfall zurückzuführen sei. Es wurde behauptet, er sei ermordet worden.
Am 26. Januar 2016 leitete der Generalstaatsanwalt des Landes Unterlagen weiter, um Álvaro Uribe Vélez im Zusammenhang mit dem Tod von Pedro Juan Moreno zu untersuchen.
Auch der ehemalige Senator, ehemalige Bürgermeister von Bogotá und derzeit gewählte Präsident Gustavo Petro hat mehrfach Zweifel an diesem Unfall und dessen Hintergrund geäußert.
2018 veröffentlichte der Journalist Daniel Coronell in seiner Kolumne der Zeitschrift Semana mehrere dokumentierte Hinweise, die von einer möglichen Sabotage am Hubschrauber sprechen, darunter die Ermordung einer Angestellten der Hangars des Flughafens Olaya Herrera in Medellín, die angeblich von der Manipulation von Ersatzteilen an dem Luftfahrzeug gehört hatte.

### Untersuchungen
In den Jahren 1997 und 1998 beschlagnahmten Zollbeamte der Vereinigten Staaten in Kalifornien drei verdächtige Schiffe mit Ziel Kolumbien. Die Beamten stellten fest, dass diese mit 50.000 Kilo Kaliumpermanganat beladen waren, einem Schlüssel-Chemikalienvorläufer für die Herstellung von Kokain. Laut einem Dokument, das am 3. August 2001 vom damaligen DEA-Chef Donnie R. Marshall unterzeichnet wurde, war jedes der Schiffe nach Medellín, Kolumbien, zu einem Unternehmen namens GMP Productos Químicos, S. A. (GMP Chemical Products) bestimmt.
Die 50.000 Kilo des für GMP bestimmten Chemikalienvorläufers reichten aus, um eine halbe Million Kilo Kokainhydrochlorid herzustellen, mit einem Straßenwert von 15 Milliarden US-Dollar. Laut dem Bericht des DEA-Chefs von 2001 war der Eigentümer von GMP Chemical Products Pedro Juan Moreno Villa, Wahlkampfleiter, ehemaliger Stabschef und langjähriger Vertrauter des kolumbianischen Präsidentschaftskandidaten Álvaro Uribe Vélez.